# Lucio Caninio Galo (cónsul 37 a. C.)
Lucio Caninio Galo  fue un político romano de la República tardía que ocupó el consulado en 37 a. C.

## Biografía
Era hijo de Lucio Caninio Galo, tribuno de la plebe en 56 a. C. Ocupó la pretura en el año 40 a. C.
Ejerció el consulado en 37 a. C. junto a Marco Vipsanio Agripa. Renunció a mediados de año y fue sustituido por Tito Estatilio Tauro. Aparece en una moneda como triumvir monetalis en el año 18 a. C. Tuvo un hijo, Lucio Caninio Galo, cónsul suffectus del año 2 a. C.